# Andres Anvelt

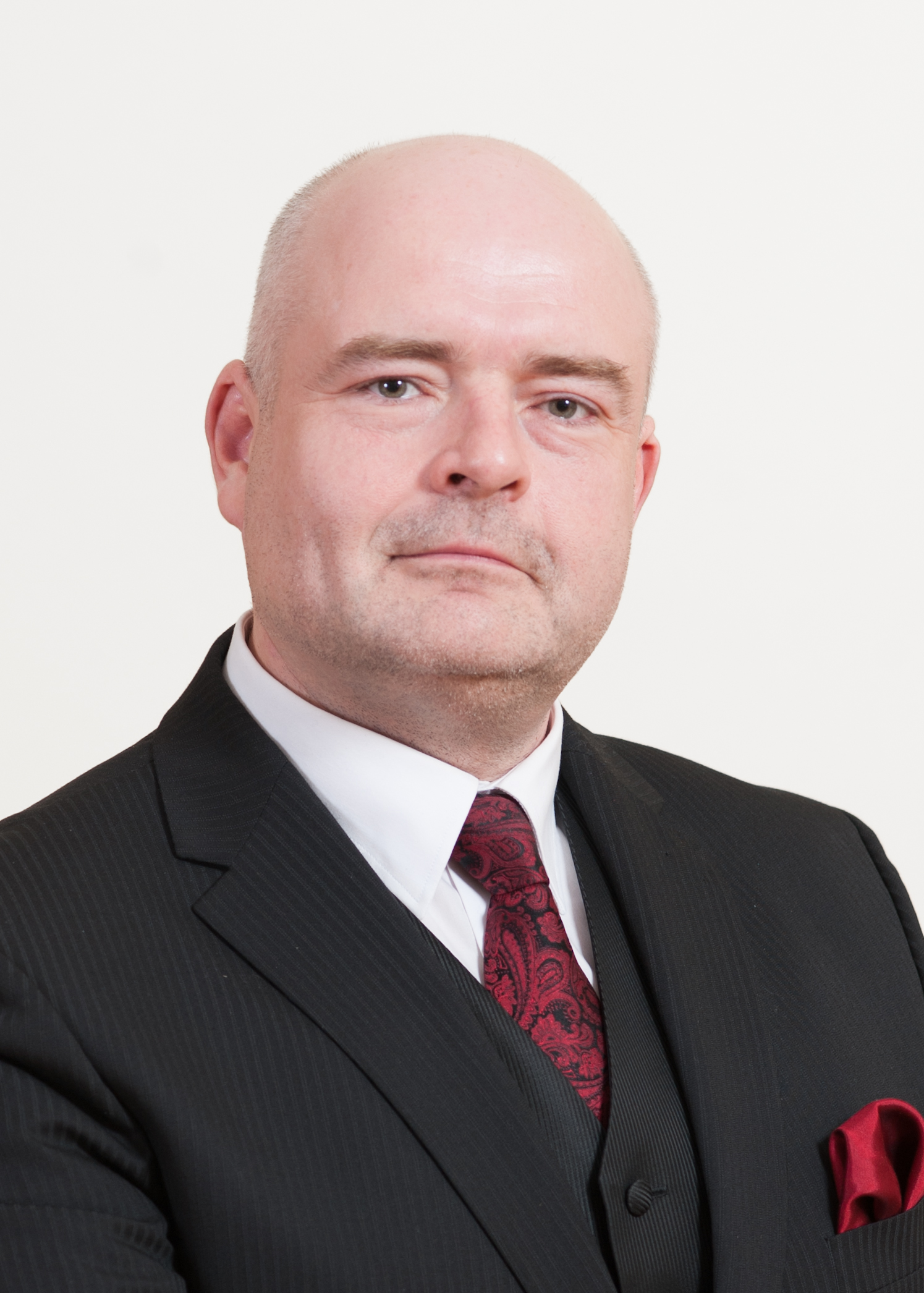
Andres Anvelt (2015)

Andres Anvelt, född 30 september 1969 i Tallinn i Estniska SSR i Sovjetunionen, är en estnisk socialdemokratisk politiker för SDE, jurist och författare. Från 23 november 2016 till 26 november 2018 var han Estlands inrikesminister i Jüri Ratas första regering.

## Biografi
Anvelt tog gymnasieexamen i Tallinn 1987. Han anställdes vid estländska polisen 1989 och har studerat juridik vid Tartu universitet och förvaltningsvetenskap vid Tallinns tekniska universitet med en magisterexamen 2003 men har även studerat vid FBI Academy i USA. 2001–2003 var han chef för Estlands kriminalpolis och 2004–2006 rektor för Estlands polishögskola. 2007–2011 var han säkerhetsrådgivare åt Estlands militära överbefälhavare Ants Laaneots.
Anvelt var ledamot av Riigikogu för SDE 2011–2014 och Estlands justitieminister i Taavi Rõivas första regering från mars 2014 till april 2015. Efter regeringsskiftet 2016 blev han inrikesminister i Jüri Ratas regering, men tvingades lämna posten i förtid 2018 av hälsoskäl.

## Författarskap
Anvelt har skrivit kriminalromanen Punane elavhõbe (2007), sedermera filmatiserad 2010 med regi av Andres Puustusmaa. I november 2010 publicerades hans andra roman, Direktor. Ühe turu erastamise lugu, som utspelas i slutet av 1990-talet omkring Tallinns grossistmarknad.

## Familj och privatliv
Andres Anvelt är sonson till Jaan Anvelt (1884–1937), en känd bolsjevikisk agitator i Estland, som upprättade en kommunistisk arbetarekommun 1918 samt medverkade till det misslyckade kommunistiska statskuppförsöket 1924 men föll offer för Stalins utrensningar. Farmodern, Alise Stein-Anvelt (1900–1991) var parlamentsledamot och konstnär. Fadern, Jaan Anvelt d.y. (1936–2001) var kommunistisk partifunktionär.
Andres Anvelt är gift med journalisten Kärt Anvelt (född Karpa, 1973). Paret har ett gemensamt barn.